# Tina Fey

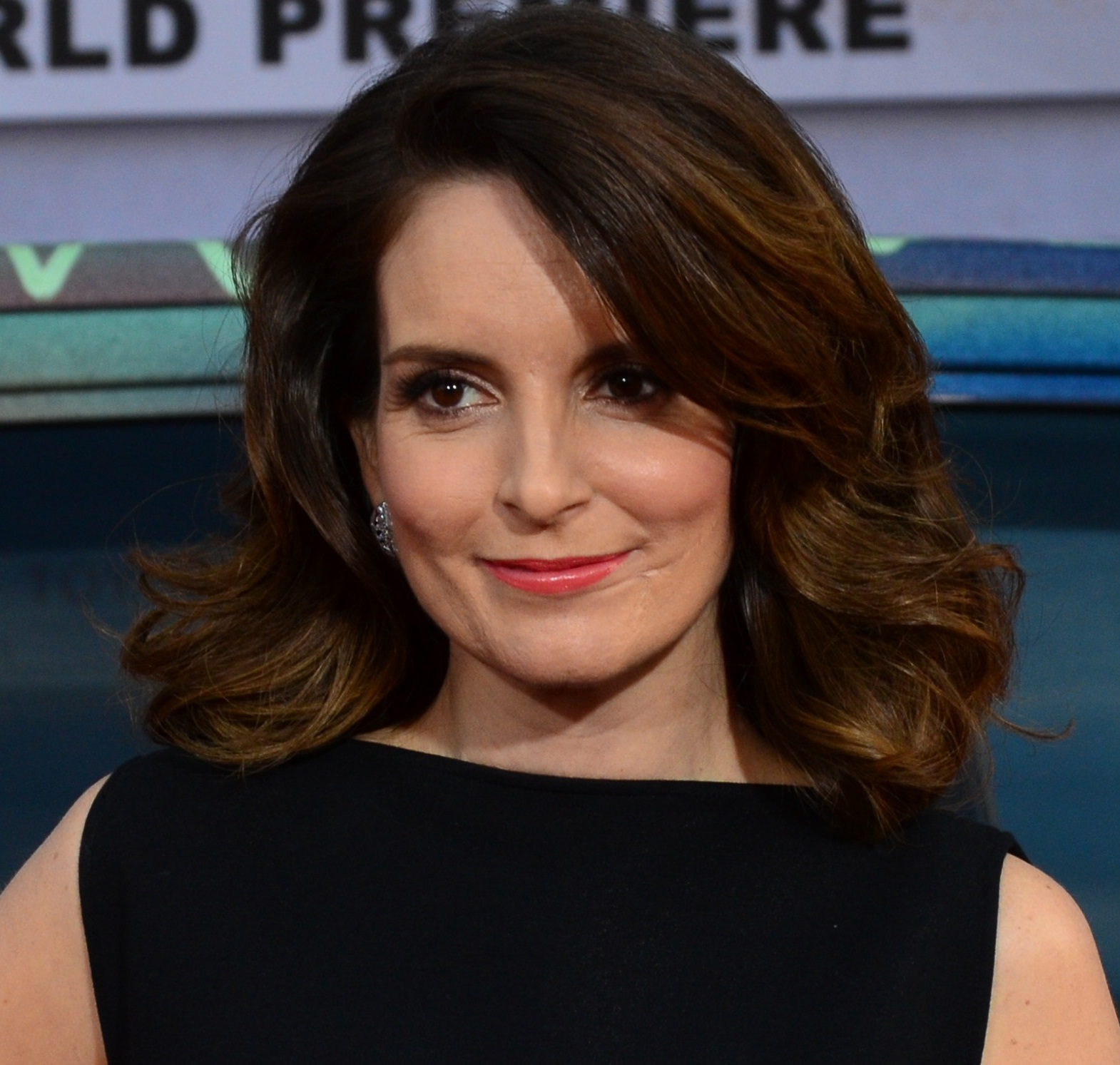
Tina Fey bei der Filmpremiere von Muppets Most Wanted im März 2014

Tina Fey [feɪ] (* 18. Mai 1970 in Upper Darby, Pennsylvania; eigentlich Elizabeth Stamatina Fey) ist eine US-amerikanische Autorin, Komödiantin und Schauspielerin sowie unter anderem Golden-Globe- und mehrfache Emmy-Preisträgerin.

## Leben und Karriere
Nach der High School studierte Fey Drama an der University of Virginia und schloss ihr Studium 1992 als Bachelor of Arts im Fach Drama ab. Anschließend zog sie nach Chicago, wo sie bei der YMCA jobbte und abends Unterricht bei der Theater-Gruppe The Second City nahm. Deren Ensemble gehörte sie ab 1994 an.
Von 1997 bis 2006 war sie Mitglied des Autorenstabs der NBC-Sendung Saturday Night Live (SNL), 1999 als deren erster weiblicher Chefautor. In dieser Zeit gewann sie einen Writers Guild of America Award (2001) und einen Emmy (2002). Daneben wirkte sie als Drehbuchautorin und Schauspielerin am Kinofilm Girls Club – Vorsicht bissig! mit.
2006 entwickelte Fey für NBC das Konzept der Comedyserie 30 Rock, in der sie selbst die Hauptrolle spielt. Die Serie, die auf Feys Erfahrungen als Autorin für SNL basiert, hatte am 11. Oktober 2006 Premiere. Bis zur Einstellung der Serie 2013 wurden 138 Folgen in sieben Staffeln produziert. Für ihre Rolle der Liz Lemon erhielt Fey 2007 unter anderem eine Emmy-Nominierung als Beste Hauptdarstellerin in einer Comedyserie, gefolgt von einer Auszeichnung im Jahr 2008. Zudem durfte sie am selben Abend auch den Emmy für das Beste Drehbuch für eine Comedyserie entgegennehmen.
International machte Fey mit ihrer Parodie auf Sarah Palin während der Präsidentschaftswahl in den Vereinigten Staaten 2008 von sich reden.
2009 gewann Fey als beste Hauptdarstellerin in der Comedyserie 30 Rock einen Golden Globe. Im September 2009 erhielt sie bei den Creative Arts Primetime Emmys den Emmy für ihren Gastauftritt in der Comedyserie Saturday Night Live des US-amerikanischen TV-Senders NBC. 2009, 2010 und 2013 wurde sie für 30 Rock mit dem Screen Actors Guild Award als Beste Darstellerin in einer Comedyserie ausgezeichnet. 2010 wurde sie mit dem Mark-Twain-Preis für amerikanischen Humor ausgezeichnet. Sie entwickelte die Sitcom Unbreakable Kimmy Schmidt, von der Netflix 2015 zwei Staffeln bestellte und in der sie auch zwei kleine Rollen selbst spielt.
Im April 2018 feierte das aus ihrer Feder stammende Musical Mean Girls am Broadway Premiere. Es beruht auf dem gleichnamigen Film von 2004 (deutsch: Girls Club – Vorsicht bissig!) und wurde für 12 Tony Awards nominiert.
2016 wurde ein Asteroid nach Fey benannt: (336694) Fey.
Fey ist seit 2001 mit dem SNL-Komponisten Jeff Richmond verheiratet. Sie haben zwei Töchter (* 2005 und * 2011). Sie lebt in New York City im Stadtviertel Upper West Side.

## Filmografie (Auswahl)

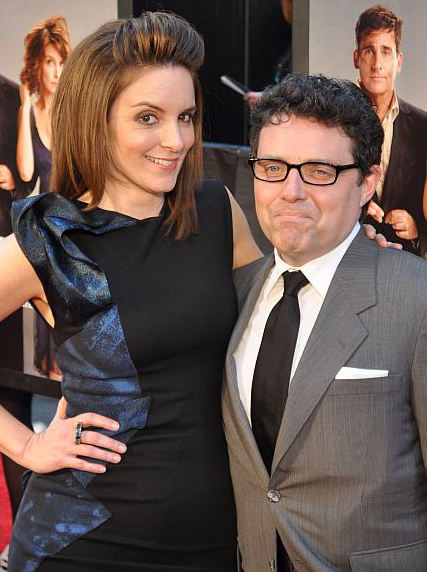
Fey mit ihrem Mann Jeff Richmond (2010)

### Als Darstellerin
- 1998–2018: Saturday Night Live (Fernsehserie, 137 Episoden)
- 1999: Upright Citizens Brigade (Fernsehserie, Episode 2x03)
- 2002: Martin & Orloff
- 2004: Girls Club – Vorsicht bissig! (Mean Girls)
- 2004: Soundtracks Live (Fernsehfilm)
- 2006: Beer League (Artie Lange’s Beer League)
- 2006: Man of the Year
- 2006–2013: 30 Rock (Fernsehserie, 138 Episoden)
- 2007: Aqua Teen Hunger Force Colon Movie Film for Theaters (Stimme)
- 2007: Sesamstraße (Sesame Street, Fernsehserie, Episode 38x01)
- 2008: UCB Comedy Originals (Webserie, eine Episode)
- 2008: Baby Mama
- 2008: Ponyo – Das große Abenteuer am Meer (Gake no Ue no Ponyo, Stimme)
- 2008: Saturday Night Live: Weekend Update Thursday (Fernsehserie, Episode 1x03)
- 2009: Elmo and the Bookaneers
- 2009: Lügen macht erfinderisch (The Invention of Lying)
- 2009: SpongeBob Schwammkopf (SpongeBob SquarePants, Fernsehserie, Episode 6x23 Eiskalt entwischt)
- 2010: Date Night – Gangster für eine Nacht (Date Night)
- 2010: Megamind (Stimme)
- 2011: Phineas und Ferb (Phineas and Ferb, Fernsehserie, Episode 3x02, Stimme)
- 2012: iCarly (Fernsehserie, Episode 6x07)
- 2013: Conan (Fernsehserie, Episode 3x39)
- 2013: Die Simpsons (The Simpsons, Fernsehserie, Episode 24x15, Stimme der Vertretungslehrerin Ms. Cantwell)
- 2013: Zugelassen – Gib der Liebe eine Chance (Admission)
- 2013: The Awesomes (Fernsehserie, Episode 1x02, Stimme)
- 2013: Anchorman – Die Legende kehrt zurück (Anchorman: The Legend Continues)
- 2014: Above Average Presents (Fernsehserie, eine Episode)
- 2014: Muppets Most Wanted
- 2014: Sieben verdammt lange Tage (This Is Where I Leave You)
- 2015: Inside Amy Schumer (Fernsehserie, Episode 3x01)
- 2015: Sisters
- 2015–2017: Unbreakable Kimmy Schmidt (Fernsehserie, 7 Episoden)
- 2016: Whiskey Tango Foxtrot
- 2016: Maya & Marty (Fernsehserie, Episode 1x02)
- 2016: Difficult People (Fernsehserie, Episode 2x01)
- 2017–2018: Great News (Fernsehserie, 5 Episoden)
- 2019: Wine Country
- 2019: Modern Love (Fernsehserie, 2 Episoden)
- 2020: Mapleworth Murders (Webserie, Episode 1x04)
- 2020: Soul (Stimme)
- 2021–2023: Only Murders in the Building (Fernsehserie, 9 Episoden)
- 2023: Maggie Moore(s)
- 2023: A Haunting in Venice
- 2024: Mean Girls – Der Girls Club (Mean Girls)
- 2025: The Four Seasons (Fernsehserie, 8 Episoden)

### Als Drehbuchautorin
- 1997–2017: Saturday Night Live (Fernsehserie, 174 Episoden)
- 1999: Saturday Night Live 25
- 2002: The Colin Quinn Show (Fernsehserie, 3 Episoden)
- 2002: NBC 75th Anniversary Special
- 2002: Saturday Night Live Christmas 2002
- 2003: Saturday Night Live Weekend Update Halftime Special
- 2004: Girls Club – Vorsicht bissig! (Mean Girls)
- 2006: Saturday Night Live: The Best of Saturday TV Funhouse
- 2007: Saturday Night Live in the '90s: Pop Culture Nation
- 2012–2013: 30 Rock (Fernsehserie, 138 Episoden)
- 2013: 70th Golden Globe Awards
- 2014: 71st Golden Globe Awards
- 2014: Cabot College (Fernsehfilm)
- 2015: 72nd Golden Globe Awards
- 2015: Saturday Night Live: 40th Anniversary Special
- 2017: Great News (Fernsehserie, Episode 2x03)
- 2019: Unbreakable Kimmy Schmidt (Fernsehserie, 51 Episoden)
- 2020: Unbreakable Kimmy Schmidt: Kimmy vs. the Reverend (Fernsehfilm)
- 2020: A One-Time Special (30 Rock: A One-Time Special)
- 2024: Mean Girls – Der Girls Club (Mean Girls)
- 2025: The Four Seasons (Fernsehserie, 8 Episoden)

## Werke
- Bossypants.[5] Reagan Arthur Books, 2011, ISBN 978-0-316-05686-1. (englisch)
  - deutsch: Bossypants. Haben Männer Humor?. Rowohlt Polaris, Reinbek bei Hamburg 2012, ISBN 978-3-86252-030-5